# ديبورا هاركنس
ديبورا إليزابيث هاركنيس (بالإنجليزية: Deborah Elizabeth Harkness) روائية أمريكية وأستاذة تاريخ بجامعة كاليفورنيا الجنوبية، ولدت في الخامس من أبريل لعام 1965، أول أعمالها ثلاثية كل الأرواح توزيع دار بنجوين للنشر، مكونة من كتاب السحر المفقود(2011)، (قد بيعت حقوق نشرها في 34 بلداً قبل صدورها بالولايات المتحدة، وقد تُرجمَت الرواية إلى سلسلة تلفزيونية بعنوان اكتشاف الساحرات بطولة الممثلة السعودية عائشة هارت،) وظل الليل (2012)، وكتاب الحياة (2014)، ثاني أعمالها رواية تحويل الزمن(2018). تحكي الروايتين عن زمن حرب الإستقلال الأمريكية والنهضة الفرنسية.

## دراستها
ولدت ديبورا هاركنس سنة 1965 لأب أمريكي وأم إنجليزية تخرجت من كلية مونت هوليوك(1986), ثم من جامعة نورث وسترن(1990)، وجامعة كاليفورنيا(1994)  وقد درست أيضا في جامعة أوكسفورد ضمن برنامج التبادل الطلابي.

## مسارها المهني
ديبورا هاركنس أستاذة تاريخ، تدرّس التاريخ الأوروبي وتاريخ العلوم  بجامعة كاليفورنيا الجنوبية قامت بنشر عملين هما: حوار جون ديي مع الملائكة: الكيمياء ونهاية الطبيعة (1999) ومنزل الجوهرة: إليزابيث لندن والثورة العلمية (2007).
عام 2011 قامت هاركنس بنشر روايتها الأولى «اكتشاف الساحرات» أول عمل أدبي من «ثلاثية كل الأرواح» كنوع من الخيال التاريخي.
تحكي الرواية عن ديانا بيشوب أستاذة علوم تجد مخطوطة قديمة في مكتبة البحوث العلمية التابعة لجامعة أوكسفورد، أثناء قيامها ببعض البحوث فقرأتها بدون قصد لتجلب المخطوطة شياطين وسحرة، ومصاص دماء عمره 1500 عام . احتلت رواية اكتشاف الساحرات المركز الثاني في قائمة نيويورك تايمز لأكثر الكتب مبيعا وتم بيعها في أكثر من 34 دولة،، وقد قامت صحيفة سان أنطونيو إكسبريس نيوز بتسميتها «الحكاية الأنيقة للكبار»، بينما احتلت روايتها الثانية  ظل الليل المرتبة الأولى من نفس القائمة. تم بعدها إصدار روايتها الثالثة كتاب الحياة في 15 يوليو 2014. 

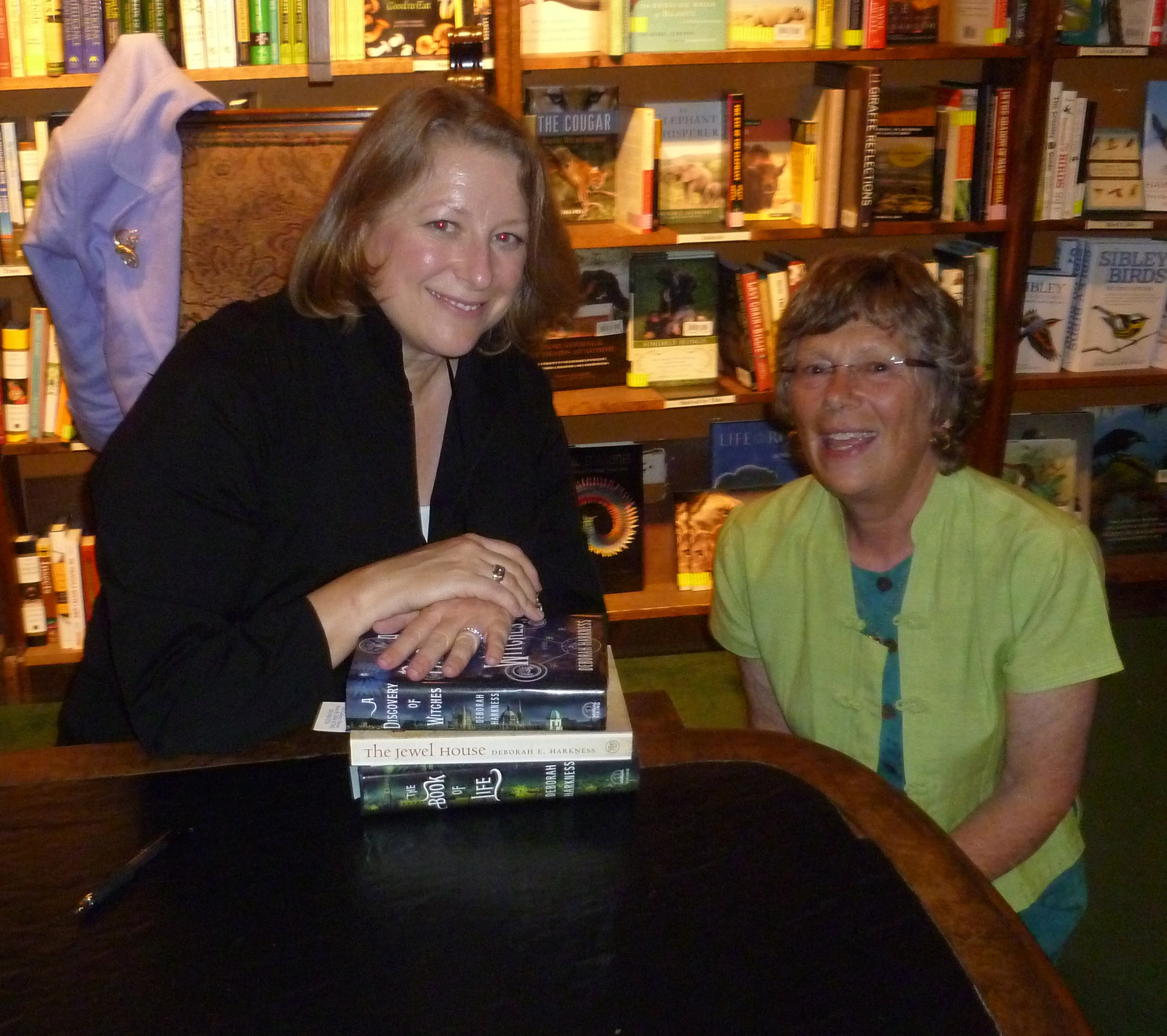
هاركنس (يسار الصورة) أثناء حفل توقيع روايتها، غشت 2014

قامت هاركنس بإنتاج مسلسل تلفزيوني من ثمان حلقات تحت اسم باد وولف - Bad Wolf، قصة المسلسل مأخوذة عن روايتها الأولى وقد بثته قناة سكاي وان البريطانية في 14 شتنبر 2018 وستقوم بعدها ببث الموسم الثاني والثالث، كما اشترت سكاي فيزيون حقوق توزيع المسلسل عالميا ..

## أعمالها
- ثلاثية كل الأرواح.

| السنة | العنوان           | العنوان الأصلي        | الإصدار بالفرنسية             | ملاحظات         |
| ----- | ----------------- | --------------------- | ----------------------------- | --------------- |
| 2011  | اكتشاف الساحرات   | a discover of witches | Le livre perdu des sortilèges | مسلسل           |
| 2012  | ظل الليل          | shadow of night       | L'école de la nuit            |                 |
| 2014  | كتاب الحياة       | book of life          | Le nœud de la sorcière        |                 |
| 2018  | رواية تحويل الزمن | time's convert        | لم تصدر بعد                   | روايتها الثانية |

## جوائز
2018 جائزة إنكبوت لمجموع أعمالها.

## روابط خارجية
- ديبورا هاركنس على موقع IMDb (الإنجليزية)
- ديبورا هاركنس على موقع ميوزك برينز (الإنجليزية)